# ISS-Expeditie 69
ISS-Expeditie 69 is de negenenzestigste missie naar het Internationaal ruimtestation ISS. De missie begon op 28 maart 2023 met het vertrek van Sojoez MS-22 van het ISS terug naar de Aarde. Door het lekkage-incident met de capsule van Sojoez MS-22 is deze zonder bemanningsleden vertrokken en geland. Voor dit vertrek was Sojoez MS-23 al aangekoppeld aan het ISS. Deze capsule is zonder bemanningsleden autonoom naar het ruimtestation afgereisd.
De bemanningen van Sojoez MS-22 en SpaceX Crew-6, die al aan boord waren als onderdeel van ISS-Expeditie 68, schoven door naar deze missie. Tijdens de missie deed de vierkoppige commerciële vlucht Axiom Mission 2 in mei 2023 het ISS aan met een SpaceX Crew Dragon.

## Bemanning
| Missie          | Astronaut                                     | 1e deel 28 maart 2023- 27 augustus 2023 | 2e deel 27 augustus 2023 – 2 september 2023 | 3e deel 2 september 2023 - 15 september 2023 | 4e deel 15 september 2023 - 27 september 2023 |                 |                 |
| --------------- | --------------------------------------------- | --------------------------------------- | ------------------------------------------- | -------------------------------------------- | --------------------------------------------- | --------------- | --------------- |
| Sojoez MS-22/23 | Sergej Prokopjev, Roscosmos 2e ruimtevlucht   | Commandant                              | Commandant                                  | Commandant                                   | Commandant                                    |                 |                 |
| Sojoez MS-22/23 | Dmitri Petelin, Roscosmos 1e ruimtevlucht     | Flight Engineer                         | Flight Engineer                             | Flight Engineer                              | Flight Engineer                               |                 |                 |
| Sojoez MS-22/23 | Francisco Rubio, NASA 1e ruimtevlucht         | Flight Engineer                         | Flight Engineer                             | Flight Engineer                              | Flight Engineer                               |                 |                 |
| SpaceX Crew-6   | Stephen Bowen, NASA 4e ruimtevlucht           | Flight Engineer                         | Flight Engineer                             | -                                            | -                                             |                 |                 |
| SpaceX Crew-6   | Warren Hoburg, NASA 1e ruimtevlucht           | Flight Engineer                         | Flight Engineer                             | -                                            | -                                             |                 |                 |
| SpaceX Crew-6   | Sultan Al Neyadi, UAESA 1e ruimtevlucht       | Flight Engineer                         | Flight Engineer                             | -                                            | -                                             |                 |                 |
| SpaceX Crew-6   | Andrej Fedjajev, Roscosmos 1e ruimtevlucht    | Flight Engineer                         | Flight Engineer                             | -                                            | -                                             |                 |                 |
| SpaceX Crew-7   | Jasmin Moghbeli, NASA 1e ruimtevlucht         | -                                       | Flight Engineer                             | Flight Engineer                              | Flight Engineer                               |                 |                 |
| SpaceX Crew-7   | Andreas Mogensen, ESA 2e ruimtevlucht         | -                                       | Flight Engineer                             | Flight Engineer                              | Flight Engineer                               |                 |                 |
| SpaceX Crew-7   | Satoshi Furukawa, JAXA 2e ruimtevlucht        | -                                       | Flight Engineer                             | Flight Engineer                              | Flight Engineer                               |                 |                 |
| SpaceX Crew-7   | Konstantin Borisov, Roscosmos 1e ruimtevlucht | -                                       | Flight Engineer                             | Flight Engineer                              | Flight Engineer                               |                 |                 |
| Sojoez MS-24    | Oleg Kononenko, Roscosmos 5e ruimtevlucht     | -                                       | -                                           | -                                            | Flight Engineer                               |                 |                 |
| Sojoez MS-24    | Loral O'Hara, NASA 1e ruimtevlucht            | -                                       | -                                           | -                                            | Flight Engineer                               | Flight Engineer | Flight Engineer |
| Sojoez MS-24    | Nikolaj Tsjoeb, Roscosmos 1e ruimtevlucht     | -                                       | -                                           | -                                            | Flight Engineer                               | Flight Engineer | Flight Engineer |